# Cholam
Cholam (חוֹלָם) – znak diakrytyczny używany w alfabecie hebrajskim w ramach nikudu. Występuje w formie kropki umieszczonej po lewej stronie nad literą. Wyróżnia się cholam male; składa się także z litery waw, nad którą znajduje się kropka. W pisowni bez nikidu litera waw prawie zawsze pojawia się w miejscu cholam, natomiast w przypadku cholam male litera waw pozostaje.
W zapisie biblijnego języka hebrajskiego zasady dodawania cholam nie były konsekwentnie przestrzegane, w konsekwencji czego nie zawsze pojawiała się litera waw.